# Monarchie dell'Africa

Cartina dell'Africa che mostra gli attuali sistemi politici: tre monarchie (in rosso) e le repubbliche (in blu)

Vi sono diverse monarchie in Africa, definite come Stati, territori o nazioni effettivamente o nominalmente auto-governanti, il cui potere supremo risiede in un individuo che viene riconosciuto come capo di Stato. Tutte condividono il fatto che il sovrano eredita la carica e tipicamente la mantiene fino alla morte o all'abdicazione. Tuttavia, tra questi, solo tre sono attualmente sovrani, mentre i restanti costituiscono monarchie sub-nazionali. Due di queste, Lesotho e Marocco, sono monarchie costituzionali, in cui il sovrano è limitato nell'esercizio delle proprie funzioni da leggi e tradizioni, mentre l'eSwatini è una monarchia assoluta, in cui il sovrano governa senza limiti. I monarchi sub-nazionali non sono considerati sovrani, ed esistono all'interno di associazioni politiche più ampie. Oltre a queste, vi sono anche tre dipendenze di due monarchie europee.

## Storia

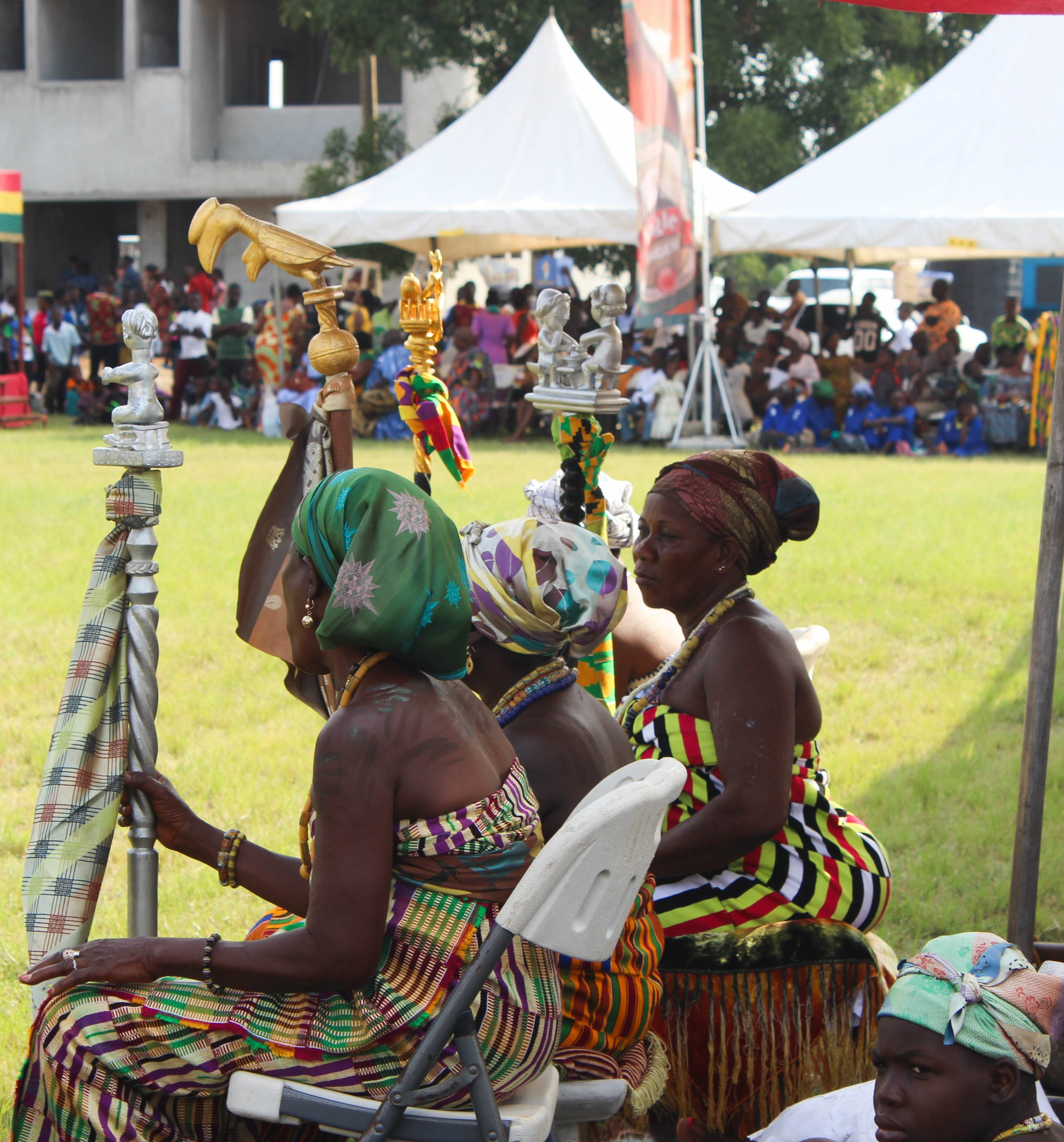
Una regina madre in Africa

La necessità di identità spinse i primi insediamenti nell'Africa occidentale e le principali comunità nomadi del Nordafrica a costituire stati, se avevano la capacità di sostenere istituzioni formali. In risposta a questo, si svilupparono forti leadership che detenevano l'autorità: questo spiega la nascita dell'Impero del Mali nel 1200, un sistema politico che fu fondato da Sundjata Keïta. Vennero anche fondati il Regno di Tekrur in Senegal e Kanem-Bornu sulle rive del lago Ciad. Ad eccezione degli sviluppi di regni indigeni in Africa, che avvennero in relativo isolamento, altre monarchie vennero fondate con interventi stranieri; uno di questi fu l'intervento di Roma in Nordafrica. Il Regno di Numidia, l'attuale Algeria, fu istituito intorno al 200 a.C. con Massinissa come primo re; egli fu uno dei molti re che diressero le grandi comunità indigene nella fascia costiera nordafricana, che si sostenevano grazie alle vie dei commerci trans-sahariane. Con il tacito e strategico sostegno di Roma, Massinissa conquistò il controllo di tutte le comunità nomadi e si fece incoronare re.
Per esercitare i poteri di re o regina, in molti casi, i monarchi in Africa crearono miti di superiorità tramite rituali e simbolismo, pratiche che erano tese ad incoraggiare le popolazioni a considerarli come mediatori tra gli dèi e gli uomini. Si collocarono in posizione privilegiata al di sopra degli uomini comuni e instillarono nei sudditi la fiducia che essi rappresentassero gli interessi del popolo e che non esprimessero favoritismi o pregiudizi.
I privilegi dei monarchi furono istituiti nella forma di diritti e prerogative tramite costumi regali, corone, ornamenti, gioielli, armi ed armamenti personali. Vennero costruiti speciali troni e furono commissionati santuari per gli antenati dei sovrani, come nel caso dei Lozi nello Zambia.

## Monarchie attuali

### Monarchie sovrane in Africa
| Stato             | Tipo           | Successione            | Dinastia | Titolo | Immagine | Attuale     | Nascita        | Età     | Inizio del regno | Erede                                      |
| ----------------- | -------------- | ---------------------- | -------- | ------ | -------- | ----------- | -------------- | ------- | ---------------- | ------------------------------------------ |
| Regno del Marocco | Costituzionale | Ereditaria             | Alawide  | Re     |          | Muhammad VI | 21 agosto 1963 | 61 anni | 23 luglio 1999   | Hassan (unico figlio maschio)              |
| Regno di eSwatini | Assoluta       | Ereditaria ed elettiva | Dlamini  | Re     |          | Mswati III  | 19 aprile 1968 | 57 anni | 25 aprile 1986   | Nessuno; il re non può nominare successori |
| Regno del Lesotho | Costituzionale | Ereditaria ed elettiva | Moshesh  | Re     |          | Letsie III  | 17 luglio 1963 | 61 anni | 7 febbraio 1996  | Lerotholi Seeiso (unico figlio maschio)    |

### Stati sovrani

#### Lesotho

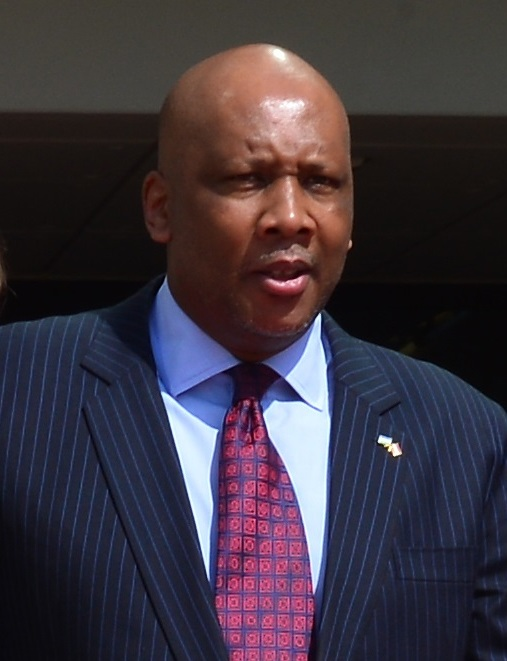
Re Letsie III del Lesotho

Il Lesotho, un'enclave del Sudafrica, è una monarchia costituzionale elettiva. L'attuale monarchia fu istituita nel 1824 quando Moshoeshoe I, un capo tribù, unì i clan in guerra nel regno di Basotho. Dopo la sua morte nel 1870, il regno fu posto sotto il controllo nominale della vicina Colonia del Capo, ma le tribù native diedero inizio ad una rivolta e il dominio britannico non venne restaurato fino al 1884 sotto il nome di Basutoland. Durante il dominio britannico, la monarchia continuò ad esistere con il titolo di "Capo Supremo", con un discreto grado di autonomia, specialmente nelle aree rurali. L'indipendenza formale fu raggiunta nel 1966, quando fu istituita una monarchia costituzionale. Tuttavia, il governo eletto democraticamente fu rovesciato nel 1970 dal Primo Ministro con un colpo di Stato. Da allora la monarchia assunse un ruolo maggiormente dimesso, anche quando fu restaurata la democrazia. L'attuale monarca, Letsie III, è salito al trono nel 1996.
Con l'attuale Costituzione, approvata nel 1993, il re è monarca costituzionale e capo di stato ed il potere viene esercitato dal Parlamento. Anche se nella pratica la successione è ereditaria, il re viene ufficialmente nominato dal Collegio dei Capi, utilizzando pratiche tradizionali. Il Collegio nomina anche un reggente, se necessario. Il Primo Ministro ha il potere di dichiarare la carica di sovrano vacante se il re viola il giuramento o se si rivela incapace di governare.

#### Marocco

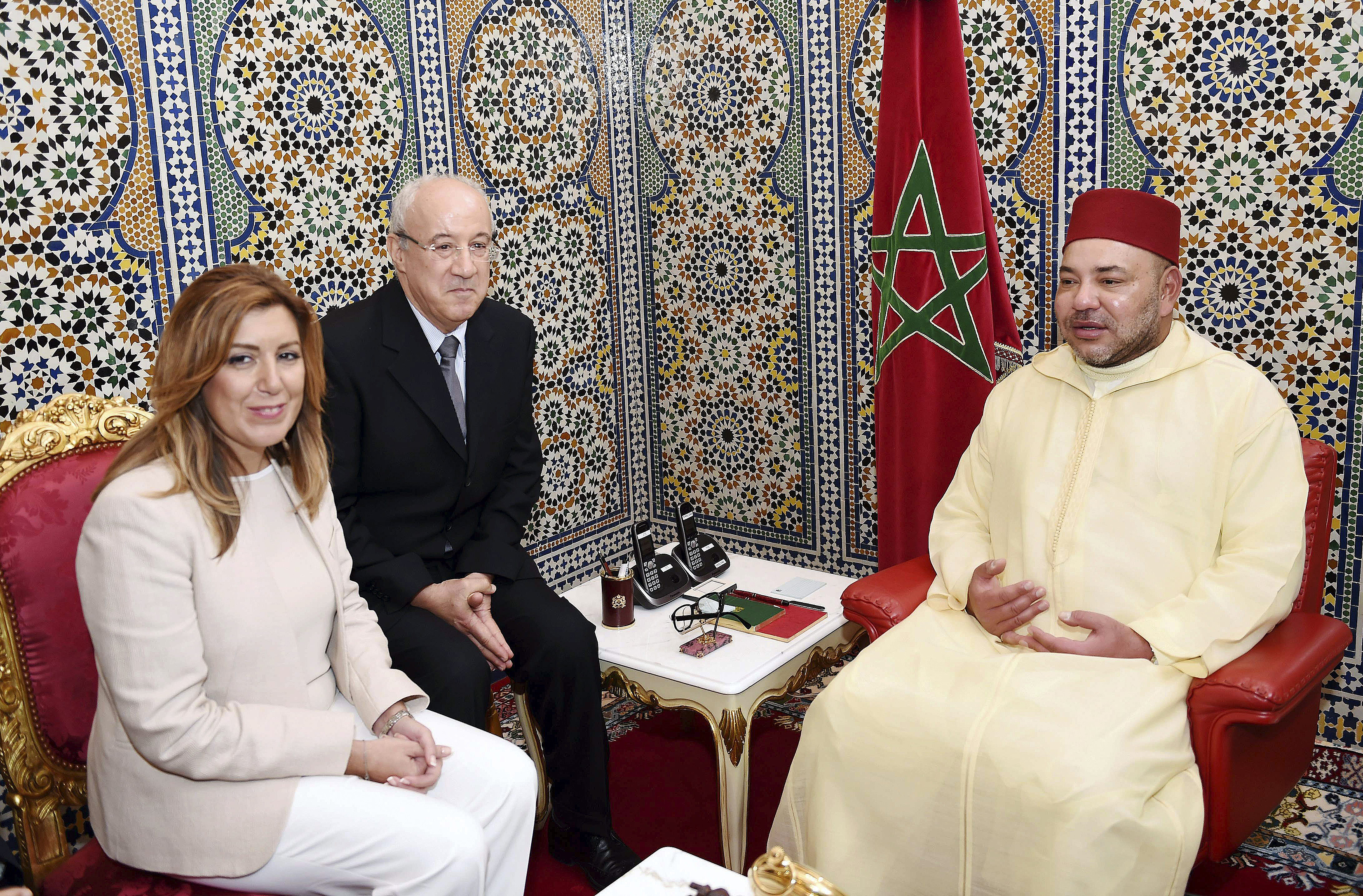
Re Muhammad VI del Marocco (a destra)

Il Marocco, situato nell'angolo nord-occidentale dell'Africa, ha una lunga storia che risale all'antichità. In origine cartaginese, il territorio venne controllato dall'Impero romano, dai Vandali e dall'Impero bizantino, prima di cadere sotto controllo arabo nel VII secolo. In quel periodo gli abitanti del Marocco erano conosciuti come mori. Dopo la Reconquista del 1492 lo stato marocchino rimase in un lungo periodo di declino, prima di cadere sotto il controllo combinato francese e spagnolo nel 1912. L'indipendenza fu raggiunta nel 1956, con il sultano Muhammad ben Youssef che assunse il titolo di Muhammad V. L'attuale re, Muhammad VI, è asceso al trono nel 1999.
Secondo l'attuale Costituzione approvata nel 2011, il Marocco è una monarchia costituzionale, anche se il sovrano detiene una considerevole porzione del potere. Il re è il capo del Consiglio Supremo del ʿĀlim, incaricato di mantenere l'Islam marocchino, e anche della Corte Suprema del Marocco. Il re è anche un membro attivo del gabinetto, detenendo il potere di licenziare i ministri e di dettare l'agenda del governo. Presiede anche il Consiglio di Sicurezza, che sovrintende l'esercito.

#### eSwatini (ex Swaziland)

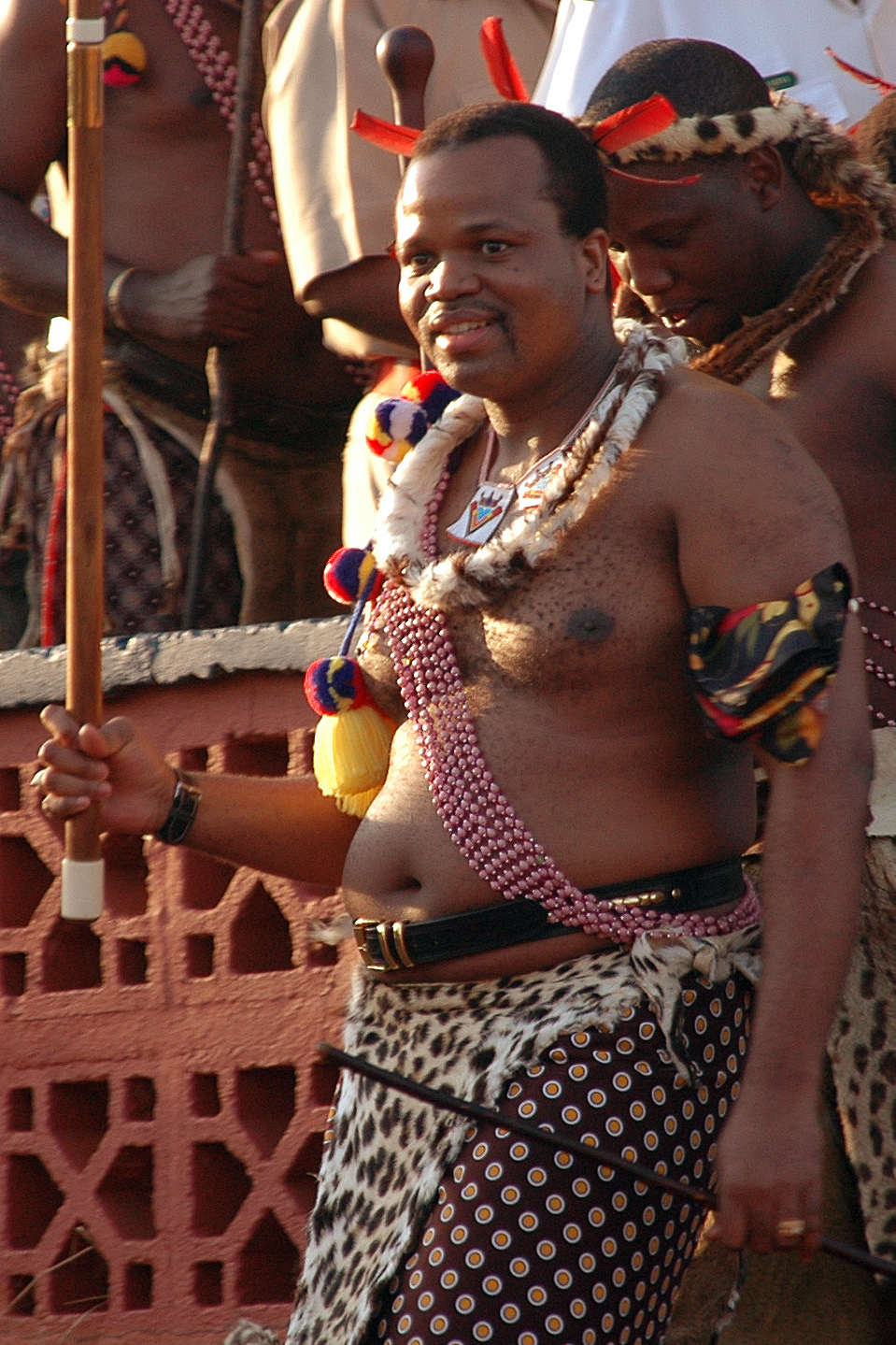
Re Mswati III di eSwatini

eSwatini, situato nella parte sud-orientale dell'Africa, si è originato come il Lesotho come confederazione di tribù africane. Tuttavia, nacque circa 75 anni prima del Lesotho, a metà del XVIII secolo. Durante quel periodo, il capo Ngwane III del popolo swazi spostò la propria tribù nella locazione attuale e si unì ad altre tribù africane. A partire dal 1830 i commercianti britannici e i boeri, insediati olandesi, ebbero rapporti con le tribù swazi ed alla fine gli swazi, che erano in gran parte analfabeti, furono ingannati con la firma di alcuni trattati che fecero cedere le loro terre alle repubbliche boere, che presero il controllo nel 1894. Nel 1902, dopo la seconda guerra boera, i britannici presero il controllo dello Swaziland e fino al 1967 lo stato non riottenne il controllo sui propri affari interni. L'indipendenza fu raggiunta l'anno successivo. Per gran parte del periodo coloniale, gli swazi furono governati da Sobhuza II, che divenne re all'indipendenza. Nel 1973 Sobhuza abolì la costituzione democratica esistente dall'indipendenza e si dichiarò governatore supremo e assoluto; alla sua morte, nel 1982, Subhuza aveva regnato per 82 anni, il più lungo regno verificato della storia. L'attuale sovrano, re Mswati III, è asceso al trono nel 1986; nel 1998 è stata introdotta una nuova costituzione, che ha permesso alcuni passi in avanti sul tema della democrazia, ma in pratica eSwatini rimane una monarchia assoluta e la possibilità dei cittadini di partecipare alla vita politica è limitata.

### Dipendenze di altri stati sovrani

#### Spagna

##### Isole Canarie

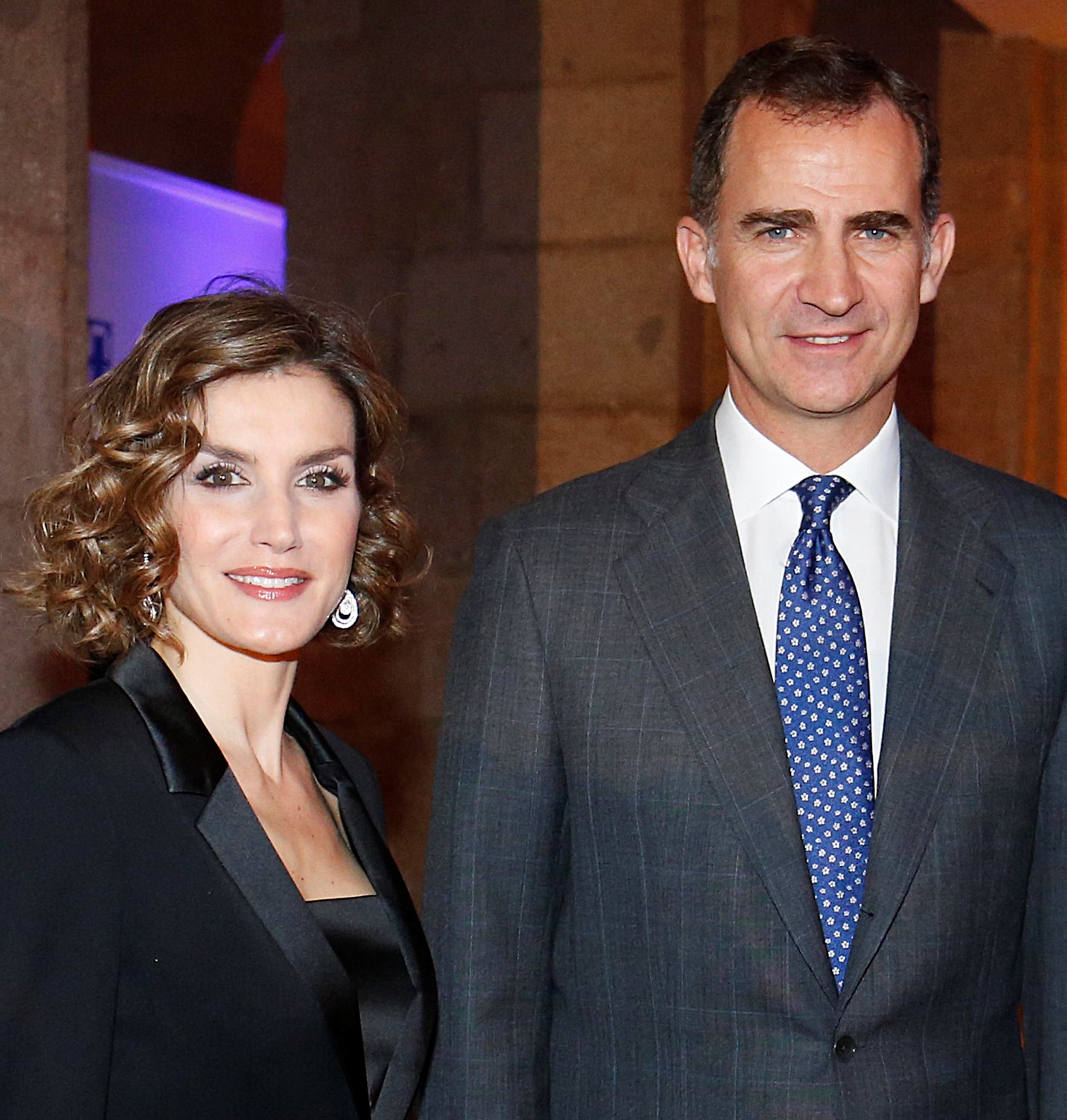
Re Filippo VI di Spagna e la regina Letizia

Le isole Canarie sono un arcipelago di tredici isole situate al largo della costa del Marocco. Le isole furono in origine abitate dal popolo del Guanci, ma furono colonizzate dalla regina Caterina di Castiglia. Durante il XV secolo furono controllate dal principe portoghese Enrico il Navigatore, ma la Spagna ne riottenne il controllo nel 1479. La Spagna completò la conquista delle isole nel 1496 e le utilizzò come porto di partenza per le esplorazioni occidentali. A causa della loro importanza per il commercio spagnolo, le isole erano frequentemente oggetto di attacchi dei pirati e dei corsari, come quello di Sir Francis Drake nel 1595. Nel 1982 le Canarie ottennero l'autonomia.
In quanto comunità autonoma della Spagna, le Canarie godono di un sostanziale livello di autonomia. Il governo della comunità è organizzato come sistema parlamentare con un presidente eletto tra i membri del Parlamento; questo governo ha autonomia in un'ampia gamma di competenze, tra cui le risorse naturali, il turismo e il sistema fiscale. Insieme al governo centrale di Madrid, ha voce su temi come l'agricoltura e il commercio ed ha la responsabilità di sovrintendere all'implementazione delle azioni decise dal governo centrale, anche all'interno degli ambiti per il quale il governo della comunità non ha autonomia. Ogni isola ha anche un sostanziale livello di autonomia dal governo della comunità per il controllo dei propri affari locali.

##### Ceuta e Melilla
Ceuta e Melilla sono due città sulla costa nord-occidentale dell'Africa che confinano con il Marocco. Furono entrambe fondate dai cartaginesi e successivamente furono sottoposte a dominio romano, vandalo e bizantino, prima di essere conquistate dagli arabi nell'VIII secolo. Ceuta, in particolare, funse da base di appoggio per la conquista islamica della penisola iberica durante quel periodo di tempo. Nel 1415 Ceuta fu conquistata dai portoghesi, mentre Melilla cadde in mano spagnola nel 1497. Quando i regni di Spagna e Portogallo si unirono nel 1580, Ceuta fu sotto controllo spagnolo e da allora è rimasta tale. Durante la guerra ispano-marocchina entrambe le città conquistarono ulteriori territori fino ad espandersi agli attuali confini. Nel 1995 fu concessa l'autonomia ad entrambe le città, anche se ancora oggi il Marocco sostiene che le due città siano parte del territorio marocchino, il che ha creato tensioni tra i paesi confinanti.
Entrambe le amministrazioni cittadine sono di natura parlamentare, con in aggiunta un consiglio che esercita il potere esecutivo. Le città detengono un sostanziale grado di autonomia e le responsabilità assegnate al governo centrale sono limitate alle comunicazioni ed ai commerci. Entrambe le città godono di autonomia fiscale, il che permette loro di tassare i residenti per i principali servizi.

#### Regno Unito

##### Sant'Elena, Ascensione e Tristan da Cunha

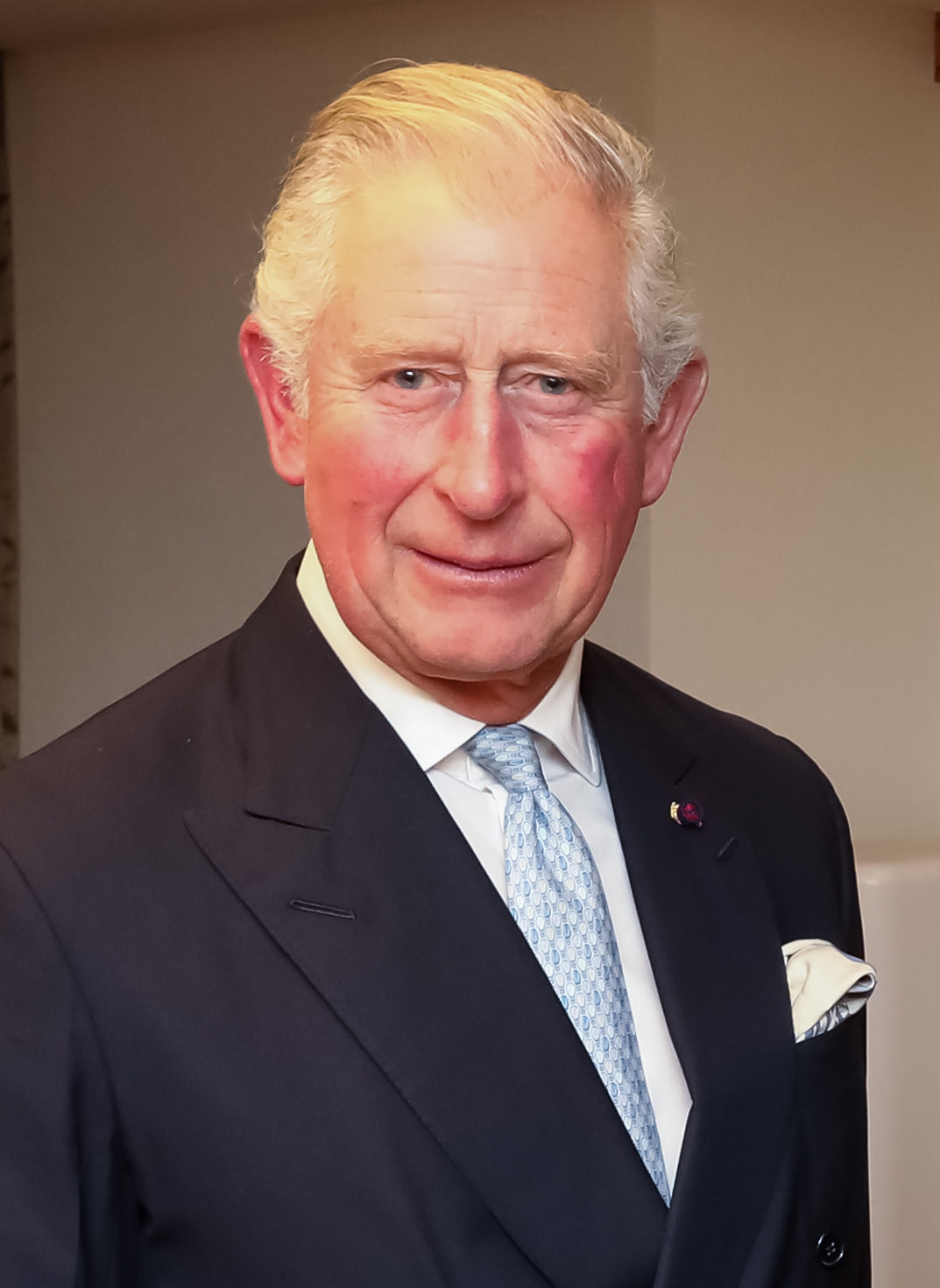
Carlo III del Regno Unito

Sant'Elena, Ascensione e Tristan da Cunha sono Territori d'oltremare britannici situati nell'Oceano Atlantico. Il sovrano è Carlo III del Regno Unito, che viene rappresentato localmente da un Governatore.
Sant'Elena fu scoperta inizialmente da una serie di esploratori portoghesi tra il 1602 ed il 1604; essi vi costruirono diverse strutture ed iniziarono ad utilizzarla come area di sosta, non costituendovi mai insediamenti permanenti. Durante l'Interregno inglese, la Compagnia britannica delle Indie orientali ottenne da Oliver Cromwell la licenza per governare le isole. Per circa duecento anni i britannici mantennero il dominio della Compagnia; il governo ebbe fine all'inizio del XIX secolo, quando la sovranità passò ai britannici senza intermediazioni.
L'isola di Ascensione fu aggiunta al territorio negli anni '20 del XX secolo e Tristan da Cunha nel decennio successivo.

### Monarchie sub-nazionali

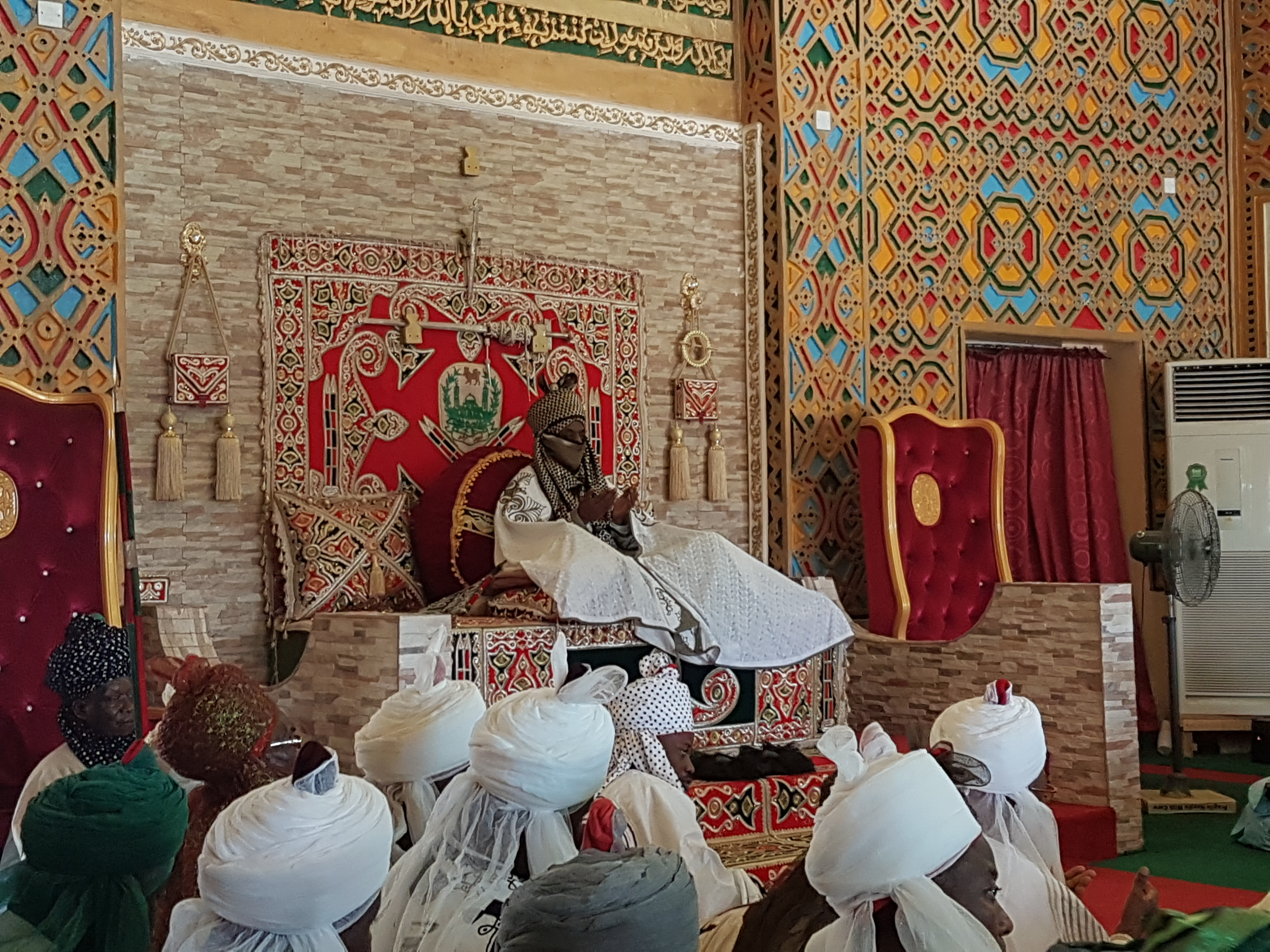
Il 14º emiro di Kano, in Nigeria, Sanusi Lamido Sanusi, sul suo trono prima del Durbar festival, settembre 2016

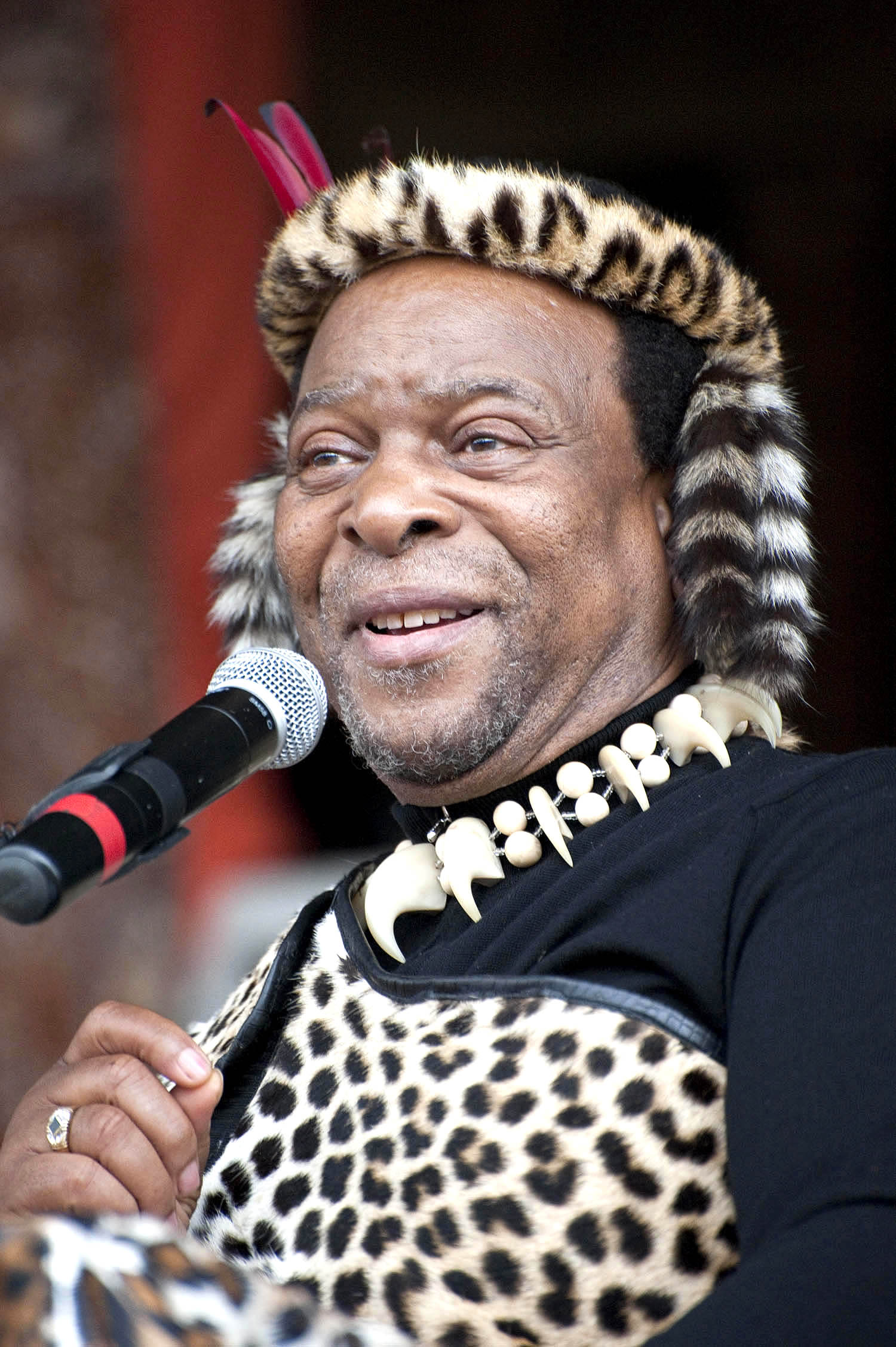
Il re Zulu Goodwill Zwelithini ad un evento tribale in Sudafrica

Nei restanti 52 stati sovrani dell'Africa esistono diverse monarchie sub-nazionali. Questi monarchi rivestono autorità conferita da leggi tradizionali e concessa dagli stati che li ospitano, alcuni dei quali riconoscono anche i loro titoli costituzionali o il riconoscimento del loro status.
Tali figure, come quelle dei governanti tradizionali della Nigeria e il re Zulu del Sudafrica, caratterizzano questa classe di monarchi.

## Ex monarchie

### Africa pre-coloniale
- Imperi dell'età del ferro in Nordafrica
- Antica civiltà egizia
- Imperi medievali (VIII-XIII secolo) islamici (califfati)[22] in Nordafrica
- Regni saheliani medievali
- Impero d'Etiopia (abolito nel 1975)[23]
- Imperi del "periodo transitorio" dal XV al XIX secolo
  - sultanati islamici del Sudan e del grande impero somalo
  - regni dell'Africa occidentale successori dei regni saheliani
  - regni dell'Africa centrale e meridionale, come il Regno del Congo e l'Impero di Monomotapa
- Regno del Madagascar
- Regno del Ruanda (abolito nel 1961)
- Regno del Burundi (abolito nel 1966)

### XX secolo
- Ankole (Uganda) (abolito nel 1967)
- Impero Centrafricano (abolito nel 1979)
- Stato Libero del Congo (annesso dal Belgio nel 1908)
- Regno d'Egitto (abolito nel 1953)
- Regno Unito di Libia (abolito nel 1969)
- Regno di Tunisia (abolito nel 1957)
- Sultanato di Zanzibar (abolito nel 1964)

#### Ex reami del Commonwealth
| Nazione            | Capo di stato | Rappresentante                                         | Abolizione                                        |
| ------------------ | ------------- | ------------------------------------------------------ | ------------------------------------------------- |
| Gambia             | Elisabetta II | Governatore generale Sir Farimang Mamadi Singateh      | 1970                                              |
| Ghana              | Elisabetta II | Governatore generale William Hare, V conte di Listowel | 1960                                              |
| Kenya              | Elisabetta II | Governatore generale Malcolm MacDonald                 | 1964                                              |
| Malawi             | Elisabetta II | Governatore generale Sir Glyn Smallwood Jones          | 1966                                              |
| Mauritius          | Elisabetta II | Governatore generale Sir Veerasamy Ringadoo            | 1992                                              |
| Nigeria            | Elisabetta II | Governatore generale Nnamdi Azikiwe                    | 1963                                              |
| Rhodesia           | Elisabetta II | Ufficiale Amministratore del governo Clifford Dupont   | non riconosciuto; abolito dalla Rhodesia nel 1970 |
| Sierra Leone       | Elisabetta II | Governatore generale Christopher Okoro Cole            | 1971                                              |
| Unione Sudafricana | Elisabetta II | Governatore generale Charles Robberts Swart            | 1961                                              |
| Tanganica          | Elisabetta II | Governatore generale Sir Richard Turnbull              | 1962                                              |
| Uganda             | Elisabetta II | Governatore generale Sir Walter Coutts                 | 1963                                              |